# Maisonnay
Maisonnay és un municipi francès situat al departament de Deux-Sèvres i a la regió de la Nova Aquitània. L'any 2007 tenia 266 habitants.

## Demografia

### Població
El 2007 la població de fet de Maisonnay era de 266 persones. Hi havia 104 famílies de les quals 32 eren unipersonals (16 homes vivint sols i 16 dones vivint soles), 20 parelles sense fills, 36 parelles amb fills i 16 famílies monoparentals amb fills.
La població ha evolucionat segons el següent gràfic:
Habitants censats

### Habitatges
El 2007 hi havia 119 habitatges, 107 eren l'habitatge principal de la família, 2 eren segones residències i 10 estaven desocupats. 114 eren cases i 5 eren apartaments. Dels 107 habitatges principals, 65 estaven ocupats pels seus propietaris, 39 estaven llogats i ocupats pels llogaters i 3 estaven cedits a títol gratuït; 2 tenien una cambra, 1 en tenia dues, 12 en tenien tres, 25 en tenien quatre i 67 en tenien cinc o més. 77 habitatges disposaven pel capbaix d'una plaça de pàrquing. A 53 habitatges hi havia un automòbil i a 49 n'hi havia dos o més.

### Piràmide de població
La piràmide de població per edats i sexe el 2009 era:
| Homes | Edats   | Dones |
| ----- | ------- | ----- |
| 0     | 95 o +  | 0     |
| 0     | 90 a 94 | 0     |
| 0     | 85 a 89 | 0     |
| 0     | 80 a 84 | 0     |
| 0     | 75 a 79 | 0     |
| 12    | 70 a 74 | 12    |
| 4     | 65 a 69 | 8     |
| 0     | 60 a 64 | 0     |
| 12    | 55 a 59 | 0     |
| 8     | 50 a 54 | 20    |
| 12    | 45 a 49 | 4     |
| 12    | 40 a 44 | 16    |
| 4     | 35 a 39 | 12    |
| 8     | 30 a 34 | 20    |
| 12    | 25 a 29 | 12    |
| 0     | 20 a 24 | 4     |
| 24    | 15 a 19 | 8     |
| 16    | 10 a 14 | 12    |
| 16    | 5 a 9   | 4     |
| 4     | 0 a 4   | 12    |

## Economia
El 2007 la població en edat de treballar era de 172 persones, 141 eren actives i 31 eren inactives. De les 141 persones actives 131 estaven ocupades (75 homes i 56 dones) i 10 estaven aturades (2 homes i 8 dones). De les 31 persones inactives 9 estaven jubilades, 11 estaven estudiant i 11 estaven classificades com a «altres inactius».

### Ingressos
El 2009 a Maisonnay hi havia 111 unitats fiscals que integraven 269,5 persones, la mediana anual d'ingressos fiscals per persona era de 15.033 €.

### Activitats econòmiques
Dels 8 establiments que hi havia el 2007, 1 era d'una empresa alimentària, 1 d'una empresa de fabricació d'altres productes industrials, 3 d'empreses de construcció, 1 d'una empresa d'hostatgeria i restauració, 1 d'una empresa d'informació i comunicació i 1 d'una empresa immobiliària.
Dels 5 establiments de servei als particulars que hi havia el 2009, 1 era un taller de reparació d'automòbils i de material agrícola, 2 fusteries, 1 electricista i 1 restaurant.
L'únic establiment comercial que hi havia el 2009 era una fleca.
L'any 2000 a Maisonnay hi havia 12 explotacions agrícoles que ocupaven un total de 460 hectàrees.

## Equipaments sanitaris i escolars
El 2009 hi havia una escola elemental integrada dins d'un grup escolar amb les comunes properes formant una escola dispersa.

## Poblacions més properes
El següent diagrama mostra les poblacions més properes.